# 基底層
基底層（英語：basal lamina）或譯基板，以区别“基底膜”，基底层是由上皮细胞分泌的一层胞外基质，上皮组织位于其上；基底层位於兩種組織之間。术语基底膜（basement membrane）则包含了基板和網板，是一種總稱。

## 結構
基底層主要由下列物質組成：
- 層粘連蛋白
- Type IV 膠原蛋白（英语：Type IV collagen）
- 其它組分比如糖蛋白nidogen（英语：nidogen），基底膜聚糖（英语：Perlecan）

這些成分主要貢獻了基底層對於其他組織的粘性和作爲支架的作用。不同種類的膠原蛋白、層粘連蛋白和其他蛋白是構成不同結構、穩定性和信號通路的基底層的主要原因。這些大分子的尺度常常在75nm-400nm之間，所以基底層（通常厚度在40-120nm之間）而言通常都是由單分子層組成的。在這些基底層中，層粘連蛋白和膠原蛋白的長軸以大致平行的方式相互作用構成單分子層。而在腎小球和晶狀體囊膜中，更厚的基底層表面之下無法與細胞接觸，所以選擇互相連接形成三維網狀結構。。

## 作用
基底層不僅存在于上皮細胞之下，同時還包裹單個肌肉細胞，脂肪細胞和施旺細胞。在這些細胞上，基底層通常作爲一種連接性的成分，將對應細胞和外界結締組織聯係在一起，同時也將兩者的環境分開，這種連接作用在動物中是不可或缺，否則例如特定的基底層物質的缺失會引發表皮溶解水疱症。而在腎小球細胞中，基底層還可以提供過濾網的作用，防止血液中的大分子流入到尿液中。除此之外，基底層還可以作爲信號轉導的過程影響細胞在生存、增殖、移動中的過程。

### 連接作用
基底層同通過整合素作爲錨點（一種具有連接和信號轉導作用的跨膜蛋白）與上皮細胞連接。首先膜上整合素先與基底層進行結合，之後可以調節GTPase的活性影響細胞内肌動蛋白的組織。通過募集胞質蛋白形成F-Actin，保障細胞和基底層的穩定連接。

### 腎小球中的過濾作用
腎髒是富含上皮細胞和血管基底膜的器官，其中含有多種在特定位置高表達的層粘連蛋白和IV型膠原蛋白。成熟的腎小球毛細血管壁具有過濾功能，其中帶負電荷的血液大分子被選擇性地保留在血液中，而不是過濾進入尿路。在這個過程中基底層和濾過裂隙共同作用完成了對於大分子的阻擋作用，但是在其中兩者的具體作用仍然不明確。